# Egil Ullserk
Egil Ullserk (m. 955) (en nórdico antiguo Ullserk significa camisa de lana) fue un caudillo vikingo, jarl de Noruega en el siglo X, fiel a la corona del rey Harald I de Noruega, siguió sirviendo a su sucesor Haakon el Bueno, como lugarteniente y mano derecha de la corona. Combatió a los hijos de Erico que desencadenaron una guerra civil por subyugar los reinos vikingos siendo especialmente beligerantes con Haakon I.
Egil murió en la batalla de Rastarkalv junto al hijo de Erico I Gamle Eriksson, en un conflicto con abundantes bajas.
Según Heimskringla Egil ya era un guerrero de edad avanzada aunque todavía fuerte y corpulento como ninguno, fiel a sus convicciones paganas. Sus últimas palabras al rey antes de entrar en la batalla fueron:
Mucho había temido por algún tiempo, mientras hubo una larga paz, que moriría de edad avanzada sobre la paja de mi hogar; pero quizás muera en batalla, siguiendo a mi caudillo. Puede ser que ahora sea este el caso.